# Silnik prądu stałego

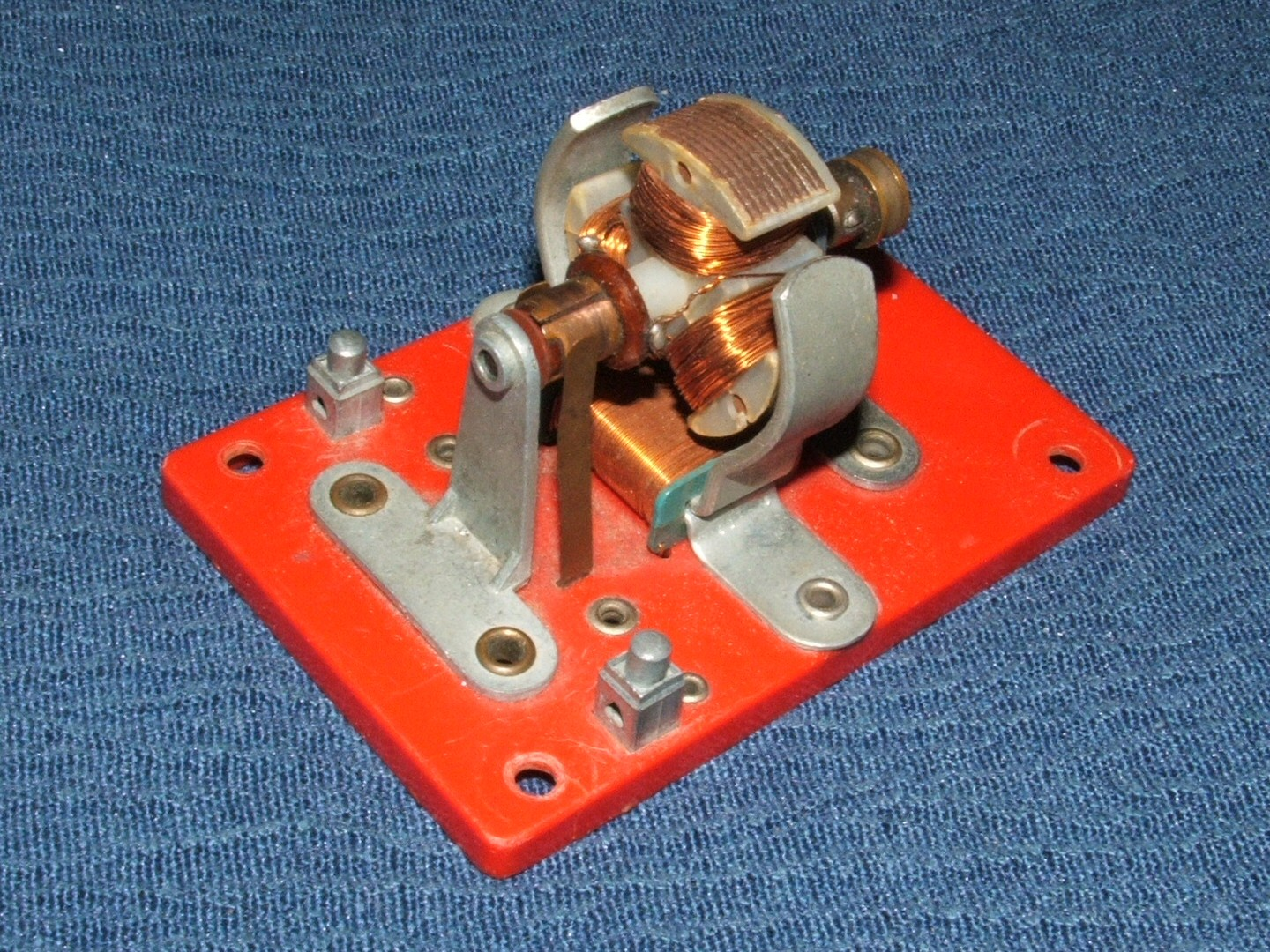
Model silnika ze wzbudzaniem elektromagnesem

Silnik prądu stałego – silnik elektryczny zasilany prądem stałym, zmieniający energię elektryczną na energię mechaniczną.
Jako maszyna elektryczna prądu stałego może pracować zamiennie jako silnik lub prądnica. W tym drugim przypadku wirnik napędzany jest energią mechaniczną dostarczoną z zewnątrz, a na zaciskach uzwojenia twornika odbierana jest wytworzona energia elektryczna.
Większość silników prądu stałego to silniki komutatorowe, to znaczy takie, w których uzwojenie twornika zasilane jest prądem poprzez komutator. Istnieją silniki prądu stałego, które nie posiadają komutatora lub też komutacja przebiega na drodze elektronicznej.

## Pierwsze silniki

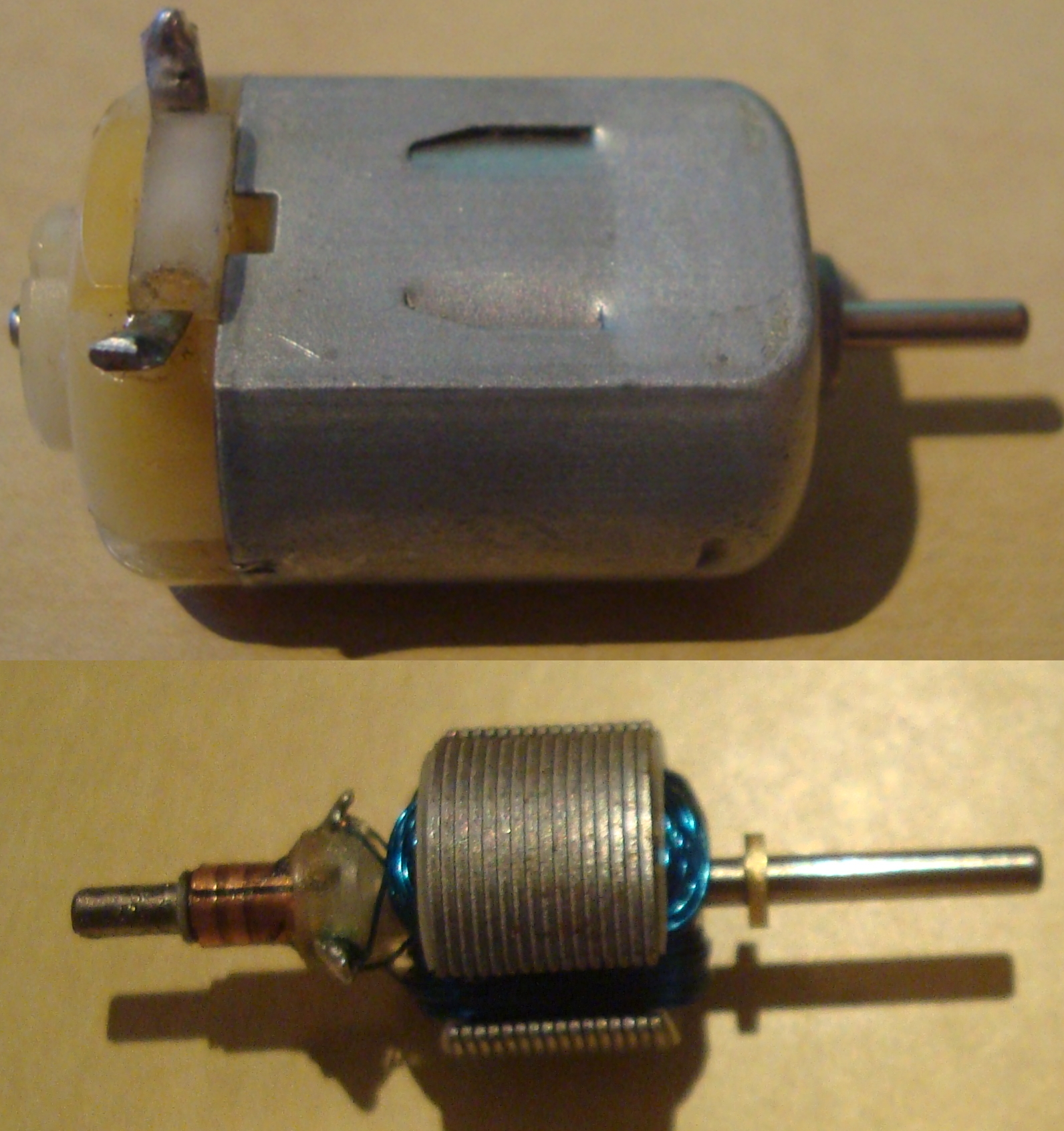
Mini silnik prądu stałego

W roku 1821 Michael Faraday zbudował urządzenie demonstrujące ruch przewodnika w polu magnetycznym. „Silnik Faradaya” składał się ze swobodnie zawieszonego przewodu zanurzonego w rtęci umieszczonej w rowku o kształcie okręgu otaczającym magnes. Magnes trwały był umieszczony pośrodku naczynia z rtęcią. Gdy prąd elektryczny przepływał przez przewód, obracał się on wokół magnesu, pokazując, że prąd wytwarza pole magnetyczne wokół przewodnika. Ten silnik jest często pokazywany na lekcjach fizyki w szkole, lecz zamiast toksycznej rtęci używa się solanki.
Pierwowzorami silnika elektrycznego, posiadającego obracający się w wyniku przepływu prądu element w kształcie tarczy (wirnik), są koło Barlowa (1822) i dysk Faradaya (1831).
Inna wczesna konstrukcja silnika elektrycznego używa rdzenia wewnątrz solenoidu; koncepcyjnie można go porównać do elektromagnetycznej wersji silnika spalinowego dwusuwowego.
W roku 1834 Thomas Davenport zbudował silnik komutatorowy prądu stałego i użył go później do napędu kolejki elektrycznej – zabawki, poruszającej się po kolistym torze. Otrzymał na niego patent w 1837.
Swoich konstrukcji używał do napędu wiertarki, tokarki do drewna oraz maszyny drukarskiej.
Nowoczesny silnik prądu stałego został wynaleziony przez przypadek, w 1873, gdy Zénobe Gramme połączył uzwojenie dynama z oddzielnym źródłem prądu. Maszyna Gramma była pierwszym używanym w przemyśle silnikiem elektrycznym. Wcześniejsze wynalazki były stosowane tylko jako zabawki lub laboratoryjne ciekawostki.
Pierwszym urządzeniem powszechnego użytku napędzanym silnikiem elektrycznym, wyprodukowanym i sprzedanym w Stanach Zjednoczonych było elektryczne pióro będące częścią systemu do sporządzania kropkowanych matryc powielaczowych. Urządzenie zostało opatentowane w 1875 r. przez Edisona. W piórze zasilany z baterii silnik napędzał, drgającą z częstotliwością 50 drgań na sekundę, igłę w obsadce. Igła prowadzona po matrycy robiła otworki układające się w tworzony obraz.

## Budowa i sposób funkcjonowania
1. stojan z magnesem trwałym;

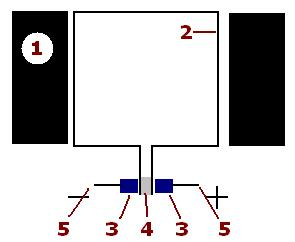
Schemat silnika – widok z góry

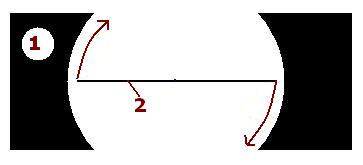
Widok z przodu

2. wirnik z uzwojeniem twornika – prostokątna ramka z drutu;
3. szczotki – doprowadzające prąd do uzwojenia twornika;
4. komutator – pierścień ze stykami – wyprowadzenia z ramki (uzwojenia twornika);
5. wyjścia do zasilania.

Silnik elektryczny prądu stałego zbudowany jest z dwóch magnesów zwróconych do siebie biegunami różnoimiennymi tak, aby pomiędzy nimi znajdowało się pole magnetyczne. Pomiędzy magnesami znajduje się przewodnik w kształcie ramki podłączony do źródła prądu poprzez komutator i ślizgające się po nim szczotki. Przewodnik zawieszony jest na osi, aby mógł się swobodnie obracać.
Na ramkę, w której płynie prąd elektryczny, działa para sił elektrodynamicznych z powodu obecności pola magnetycznego. Siły te powodują powstanie momentu obrotowego. Ramka wychyla się z położenia poziomego (jak na rys. 1), obracając się wokół osi. W wyniku swojej bezwładności mija położenie pionowe (w którym moment obrotowy jest równy zero a szczotki nie zasilają ramki). Po przejściu położenia pionowego ramki, szczotki znów dotykają styków na komutatorze, ale odwrotnie, prąd płynie w przeciwnym kierunku, dzięki czemu ramka w dalszym ciągu jest obracana w tym samym kierunku.

## Wirnik
Opisany wyżej silnik ma wiele wad. Jeżeli ramka zatrzyma się w położeniu pionowym, silnik nie ruszy. Dlatego rzeczywiste silniki posiadają więcej ramek połączonych szeregowo, które są przyłączone do komutatora za pośrednictwem szczotek. Ramka składająca się z pojedynczego przewodu w rzeczywistych silnikach jest zastępowana zwojnicą. Podczas przełączania kolejnych zwojnic następuje jej zwarcie, powodujące iskrzenie na komutatorze oraz utratę energii zgromadzonej w polu magnetycznym wytwarzanym w tej zwojnicy. By zmniejszyć te zjawiska, wirnik dzielony jest nawet na kilkadziesiąt zwojnic.

sposób funkcjonowania silnika prądu stałego
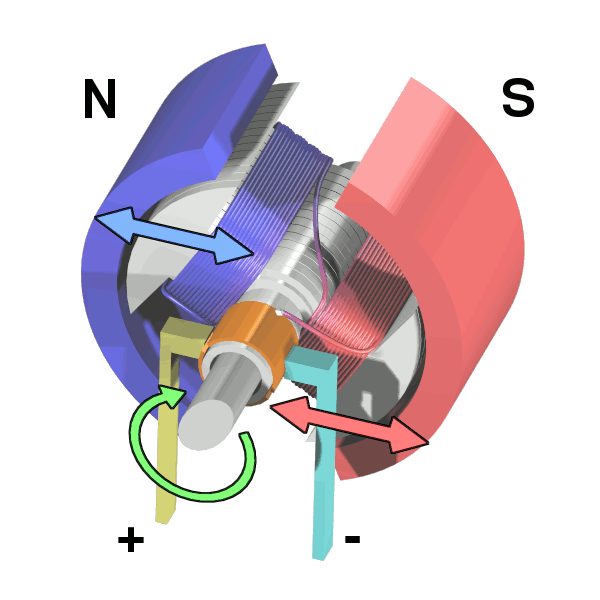
Prosty silnik prądu stałego z trwałymi magnesami. W uzwojeniu wirnika płynie prąd, wokół wirnika powstaje pole magnetyczne. Lewa strona wirnika jest odpychana przez lewy biegun trwałego magnesu w prawo, powodując obrót wirnika
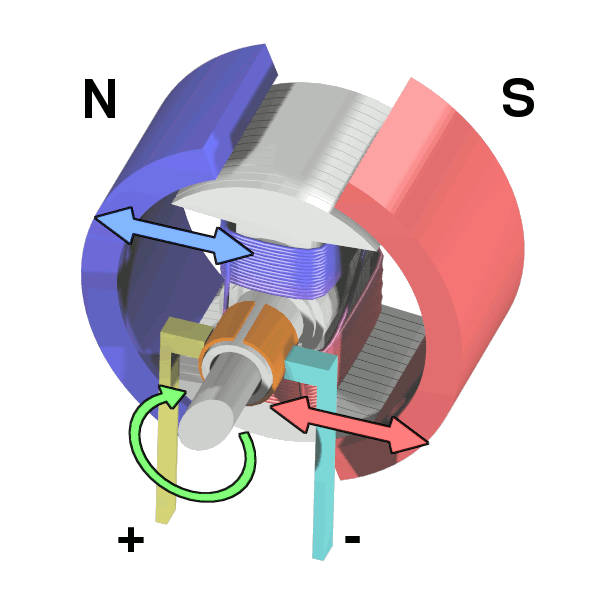
Wirnik kontynuuje obrót.
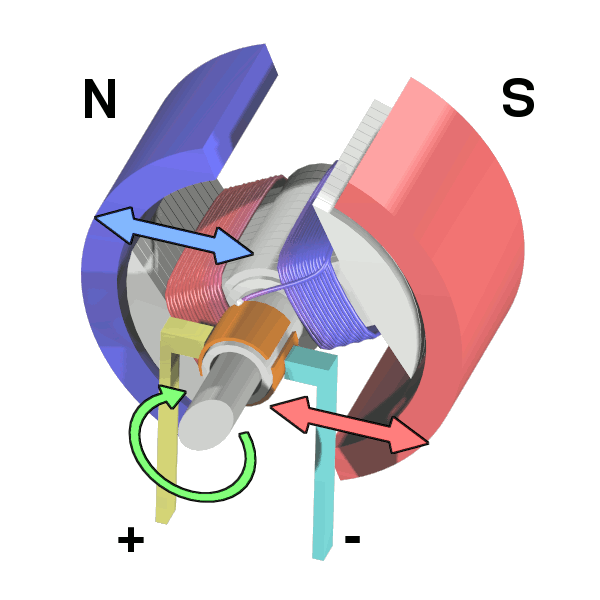
Gdy wirnik osiągnie położenie pionowe, komutator zmienia kierunek płynącego przez elektromagnesy wirnika prądu, zmieniając kierunek wytworzonego pola magnetycznego. Proces powtarza się.
Schemat pracy silnika elektrycznego prądu stałego

Gdy wirnik silnika obraca się, ramka z prądem (zwojnica) porusza się w polu magnetycznym. Powoduje to indukowanie się siły elektromotorycznej, która zmniejsza natężenie prądu płynącego w wirniku, zmniejszając moment obrotowy wytwarzany przez silnik.
Indukowana siła elektromotoryczna jest proporcjonalna do indukcji magnetycznej pola wytwarzanego przez magnes oraz prędkości ruchu przewodnika wirnika, która to jest zależna od prędkości obrotowej wirnika.
{\displaystyle F=BIln,}
{\displaystyle M=Fr=BIlnr,}
{\displaystyle U=U_{i}+IR,}
{\displaystyle I={\frac {U-U_{i}}{R}},}
{\displaystyle U_{i}=Blnv,}
{\displaystyle M={\frac {B(U-Blnr\omega )}{R}}lnr,}
gdzie:
{\displaystyle M} – moment obrotowy wytwarzany przez silnik,
{\displaystyle B} – indukcja magnetyczna wytwarzana przez stojan,
{\displaystyle U} – napięcie zasilające wirnik,
{\displaystyle R} – rezystancja wirnika,
{\displaystyle \omega } – prędkość kątowa wirnika,
{\displaystyle l} i {\displaystyle r} – długość i promień wirnika, stałe dla danego silnika,
{\displaystyle n} – liczba przewodów uzwojeń oddziaływająca z polem magnetycznym.
Z ostatniego wzoru wynika, że jeżeli indukcja magnetyczna stojana nie zależy od obrotów wirnika, a warunek ten jest spełniony dla silnika równoległego i obcowzbudnego, to:
- moment obrotowy silnika jest największy, gdy silnik nie obraca się i maleje wraz ze wzrostem obrotów,
- obroty silnika zależą od momentu obciążającego silnik, ale przy małej rezystancji wirnika zależność ta jest niewielka i silnik ma prawie stałe obroty w zakresie – od biegu luzem do obciążenia znamionowego,
- obroty silnika nieobciążonego zależą od wielkości indukcji magnetycznej {\displaystyle B} (im większa indukcja, tym mniejsze obroty biegu jałowego).

## Podział
Ze względu na sposób wzbudzenia pola magnetycznego dzielą się na:
- silnik prądu stałego obcowzbudny (F1-F2) – silnik prądu stałego z magnesami trwałymi, którego budowę i działanie opisano powyżej lub z elektromagnesami, tj. z osobnym uzwojeniem wzbudzenia w stojanie zasilanym z oddzielnego źródła zasilania niż obwód twornika – stosowane głównie w napędach wymagających regulacji prędkości w szerokim zakresie obrotów;

- silnik prądu stałego samowzbudny – silniki z elektromagnesem w stojanie mogą mieć połączone uzwojenia stojana i wirnika szeregowo, równolegle (bocznikowo) lub w sposób mieszany. Sposób podłączenia określa rodzaj silnika. Silniki te mogą być dostosowane do zasilania również prądem przemiennym. Silniki takie zwane są też silnikami uniwersalnymi. Możliwość ta wynika z faktu, że kierunek wirowania wirnika nie zależy od biegunowości przyłożonego napięcia, gdyż pole magnetyczne w stojanie i wirniku jednocześnie zmieniają zwrot na przeciwny. W przypadku, gdy silnik ma być zasilany prądem stałym stojan wykonywany jest z litego materiału. Natomiast przy zasilaniu prądem przemiennym wykonuje się go z pakietu izolowanych blach zmniejszając straty energii powstałe na skutek prądów wirowych.

- - silnik szeregowy (D1-D2) – o uzwojeniu wzbudzenia w stojanie połączonym szeregowo z uzwojeniem twornika. Charakteryzuje się dużą zależnością prędkości obrotowej od obciążenia. Zmniejszanie obciążenie powoduje wzrost prędkości obrotowej (teoretycznie do nieskończenie wielkiej) i grozi tzw. rozbieganiem, a w konsekwencji zniszczeniem silnika. Jest to jego poważna wada. Dlatego tego typu silników nie wolno włączać bez obciążenia. Silniki szeregowe zasilane prądem stałym stosowane są głównie w trakcji elektrycznej (napędy lokomotyw, tramwajów, trolejbusów)[5] i pojazdach mechanicznych (wózki akumulatorowe, rozruszniki samochodów), w napędach dźwigów, wentylatorów itp. Silniki szeregowe zasilane prądem przemiennym o napięciu 230 V – mając małe wymiary przy stosunkowo dużej mocy, dużym momencie rozruchowym oraz dużej prędkości obrotowej, znalazły liczne zastosowania w urządzeniach domowych np. w odkurzaczach, suszarkach, sokowirówkach, mikserach, a także w elektronarzędziach. Silnik maszyny wyciągowej firmy Siemens-Schuckert(inne języki)

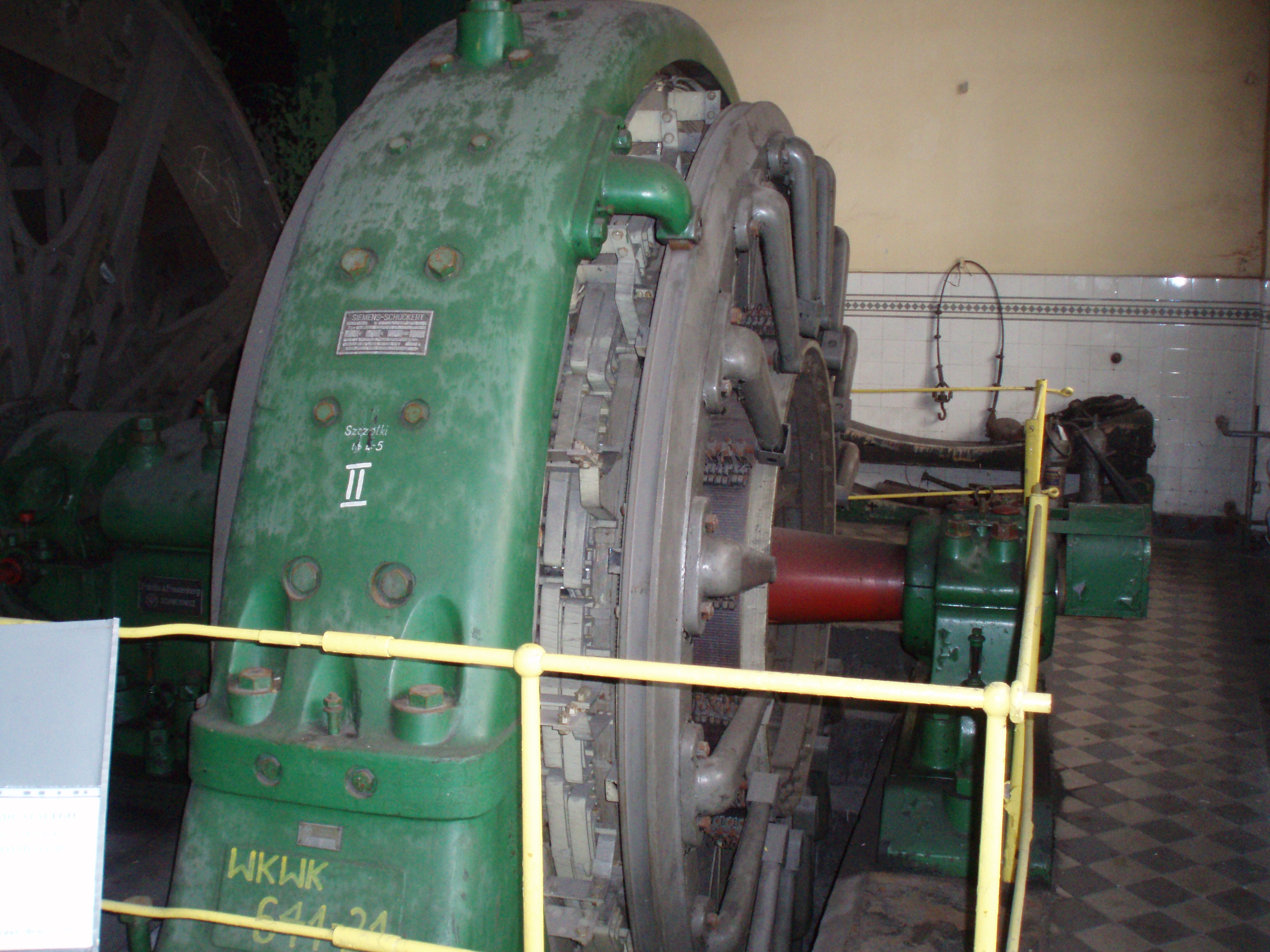
Silnik maszyny wyciągowej firmy Siemens-Schuckert
Napięcie: 700 V
Natężenie prądu: 1150 do 2630 A
Moc: 730 kW
Kopalnia Thorez, Wałbrzych

Napięcie: 700 V
Natężenie prądu: 1150 do 2630 A
Moc: 730 kW
Kopalnia Thorez, Wałbrzych

- - silnik bocznikowy[6] (E1-E2) o uzwojeniu wzbudzenia w stojanie przyłączonym równolegle z uzwojeniem twornika. Charakteryzuje się małą podatnością na zmianę prędkości obrotowej na skutek zmiany obciążenia. Stosowany głównie w napędach obrabiarek, pomp, dmuchaw, kompresorów;

- - silnik szeregowo-bocznikowy – o uzwojeniu wzbudzenia w stojanie połączonym z uzwojeniem twornika w sposób mieszany (część szeregowo, a część równolegle). Charakteryzuje się brakiem głównej wady silnika szeregowego – możliwości jego rozbiegania przy braku obciążenia, a także ma jego zalety – duży moment obrotowy w szerokim zakresie obrotów i zależność prędkości obrotowej od obciążenia. Stosowany jest zazwyczaj jako silniki dużych mocy, tam gdzie występuje ciężki rozruch: do napędu walcarek, pras, dźwigów oraz w napędach okrętowych mechanizmów pokładowych.

Silniki mocy ułamkowej albo mikrosilniki.
Stosunek mocy pomiędzy najmniejszymi i największymi maszynami elektrycznymi jest jak 1:1010. Według starego nazewnictwa silniki mocy ułamkowej to silniki o mocy poniżej 1kW. Nowsze źródła określają mianem mikrosilników, silniki o mocy mniejszej niż 750W. Rozwój techniki i powszechna miniaturyzacja sprawiają, ze mikrosilniki są powszechne w urządzeniach codziennego użytku: komputer, drukarka, magnetofon, odtwarzacz CD, wieża Hi-Fi, magnetowid, kamera wideo, aparat fotograficzny, telefaks, elektryczna szczoteczka do zębów, zegarek, zabawki to tylko kilka przykładów. Ocenia się, że w przeciętnym gospodarstwie domowym znajduje się kilkadziesiąt mikrosilników. Są one konstruowane pod konkretne zastosowanie. Około 75% są to silniki prądu stałego, zarówno komutatorowe, jak też z komutacją elektroniczną.